# Летельер, Орландо
Ма́ркос Орла́ндо Летелье́р дель Сола́р (исп. Marcos Orlando Letelier del Solar, 13 апреля 1932, Темуко, Чили — 21 сентября 1976, Вашингтон, США) — чилийский экономист и дипломат, министр иностранных и внутренних дел в правительстве Альенде.

## Биография
Летельер родился в Темуко, был младшим ребенком Орландо Летельера Руиса и Инес дель Солар. Начальное образование получил в элитарном Instituto Nacional General José Miguel Carrera в Сантьяго.
В возрасте шестнадцати лет был принят кадетом в Чилийскую военную академию, где получил среднее образование, но от военной карьеры отказался. 
Первый политический опыт получил еще будучи студентом, когда вошел в студенческий совет Университета Чили. Однако университета не окончил и так и не получил высшего образования. В 1955 году он присоединился к недавно созданному Департаменту Меди  (Departamento del Cobre, ныне CODELCO), где до 1959 года работал аналитиком-исследователем медной промышленности.
Был уволен в результате реструктуризации, однако сенатор Сальвадор Альенде назвал это увольнением за политические убеждения, поскольку в том же году Летельер вступил в чилийскую Социалистическую партию.
После увольнения Летельер вместе с семьей отправляется в Венесуэлу, где работает как консультант по медной промышленности при министерстве финансов. Затем работает старшим экономистом и директором кредитного отдела Inter-American Development Bank. Также являлся консультантом ООН при создании Азиатского банка развития.

### Вместе с Альенде
После избрания президентом Чили Сальвадора Альенде Летельер вернулся на родину.
В 1971—1973 гг. был послом в США. На этом посту отстаивал позицию правительства Альенде, которое в 1971 году добилось принятия закона о национализации медной промышленности,
В 1973 году — занимал посты министра иностранных дел, внутренних дел и министра обороны Чили.
В результате военного переворота 11 сентября 1973 года был арестован одним из первых среди руководителей страны. Находясь в заключении в концентрационном лагере, на острове Досон в Магеллановом проливе, а затем — в подвале военной академии Военно-воздушных сил в Вальпараисо, неоднократно подвергался пыткам. Был освобождён под давлением международной общественности. Попросил политического убежища в Соединённых Штатах.

### Эмиграция и гибель
С 1975 году работал в США научным сотрудником Института политических исследований (IPS), сотрудничал с рядом других «левых» американских и европейских научных центров. Вёл активную деятельность, направленную против режима генерала Пиночета, активно лоббируя решения о непредоставлении ему кредитов со стороны европейских государств. В сентябре 1976 года был лишён чилийского гражданства.
21 сентября 1976 года был убит вместе со своей секретаршей, гражданкой США Ронни Моффитт (её муж получил ранение, но выжил) в результате покушения, организованного агентами тайной полиции Пиночета в Вашингтоне в ходе операции «Кондор». Убийством руководил агент ДИНА Майкл Таунли, муж известной писательницы-террористки Марианы Кальехас. Непосредственное привёл в действие взрывное устройство кубинский эмигрант Вирхилио Пас.

## Расследование
В документе, рассекреченном в рамках чилийского проекта при администрации Обамы, говорилось, что ЦРУ подозревало самого чилийского диктатора Пиночета в том, что он лично отдал приказ об убийстве Ронни Моффитт и Орландо Летельера. Хотя они не смогли собрать достаточно разведданных, подтверждающих, что он отдал такой приказ, были получены шокирующие доказательства от чилийского майора Армандо Фернандеса, которого они убедили приехать в столицу, чтобы предоставить им информацию, что Пиночет был непосредственно причастен к сокрытию инцидента. Еще одна рассекреченная копия специального разведывательного заключения ЦРУ о роли Пиночета в убийствах Летельера и Моффитт была представлена президенту Чили Бачелет в 2016 году. В этом документе утверждается, что ЦРУ считало, что Пиночет «лично приказал своему начальнику разведки совершить убийство». Даже имея доказательства, государственный секретарь Джордж Шульц не чувствовал, что их достаточно, чтобы обвинить Пиночета, но использовал их, чтобы убедить Рейгана изменить политику в отношении Чили в меморандуме от 6 октября 1987 года. Пиночет ушел от власти в 1990 году и умер 10 декабря 2006 года, так и не представ перед судом.
Расследование по делу описано в книге «Лабиринт». Авторы — журналист Тэйлор Бранч и помощник прокурора по федеральному округу Колумбия (на момент убийства) Юджин Проппер.

## Семья
17 декабря 1955 года О. Летельер женился на Исабель Маргарите Морель Гумусио, от которой у него было четверо сыновей: Кристиан Альфредо, Хосе Игнасио, Франсиско Хавьер и Хуан Пабло.

## Отражение в искусстве
- В феврале 2018 года на Массачусетс-авеню в Вашингтоне, округ Колумбия, недалеко от того места, где Орландо Летельер был убит в автомобиле в 1976 году, был установлен памятник. На церемонии открытия присутствовали трое сыновей Летельера и внучка. Церемония прошла менее чем через два года после того, как администрация Обамы опубликовала «давно засекреченный анализ ЦРУ, [который] содержит „убедительные доказательства того, что президент Пиночет лично приказал своему начальнику разведки совершить убийство“»[3].
- В фильме «Кентавры» (1978), основанном на событиях чилийского переворота 1973 года, главный герой, директор бюро расследований, имел имя Орландо.